# Завештање (филм)
Завештање је српски документарни филм из 2016. године.
У филму преживели логора смрти Независне државе Хрватске у камеру говоре о страдањима са којима су се суочили, људима који су им помогли, својим породицама и поновном живљењу. Редитељ не користи архивски материјал, фотографије или историјске снимке. Стилски, филм је близак најзначајнијем филму о Холокаусту Шоа.
Дужина трајања документарног филма сведена је од снимљених 450 часова материјала и 94 интервјуа.
Документарни филм је премијерно приказан у Београду на Слободној зони, крајем 2016. године. Међународна премијера била је на Московском филмском фестивалу јуна 2017. године. Завештање је приказивано у земљама региона, Аустрији, Шведској, Израелу, Аустралији. Приказан је два пута и у оквиру Привредникових трибина у Загребу.
Комплетан материјал ће се чувати у музеју Јад Вашем у Израелу као и у колекцији Архива аудио-визуелне историје Карловог универзитета у Прагу (Malach Centre for Visual History).
Филм је снимљен у периоду од 2012. до 2015. године у Србији (Београд, Нови Сад, Зрењанин, Хетин, Честерег, Ритопек, Житиште, Болеч, Рума) и Републици Српској (Баналука, Приједор, Козарска Дубица и околина).
Завештање су реализовале продуцентске куће Cinnamon Films и Тerirem produkcija. Постпродукција филма радило је предузеће Living Pictures.
У плану су наставци филма.